# Naturalisation
Pour les articles homonymes, voir Naturalisation (homonymie).

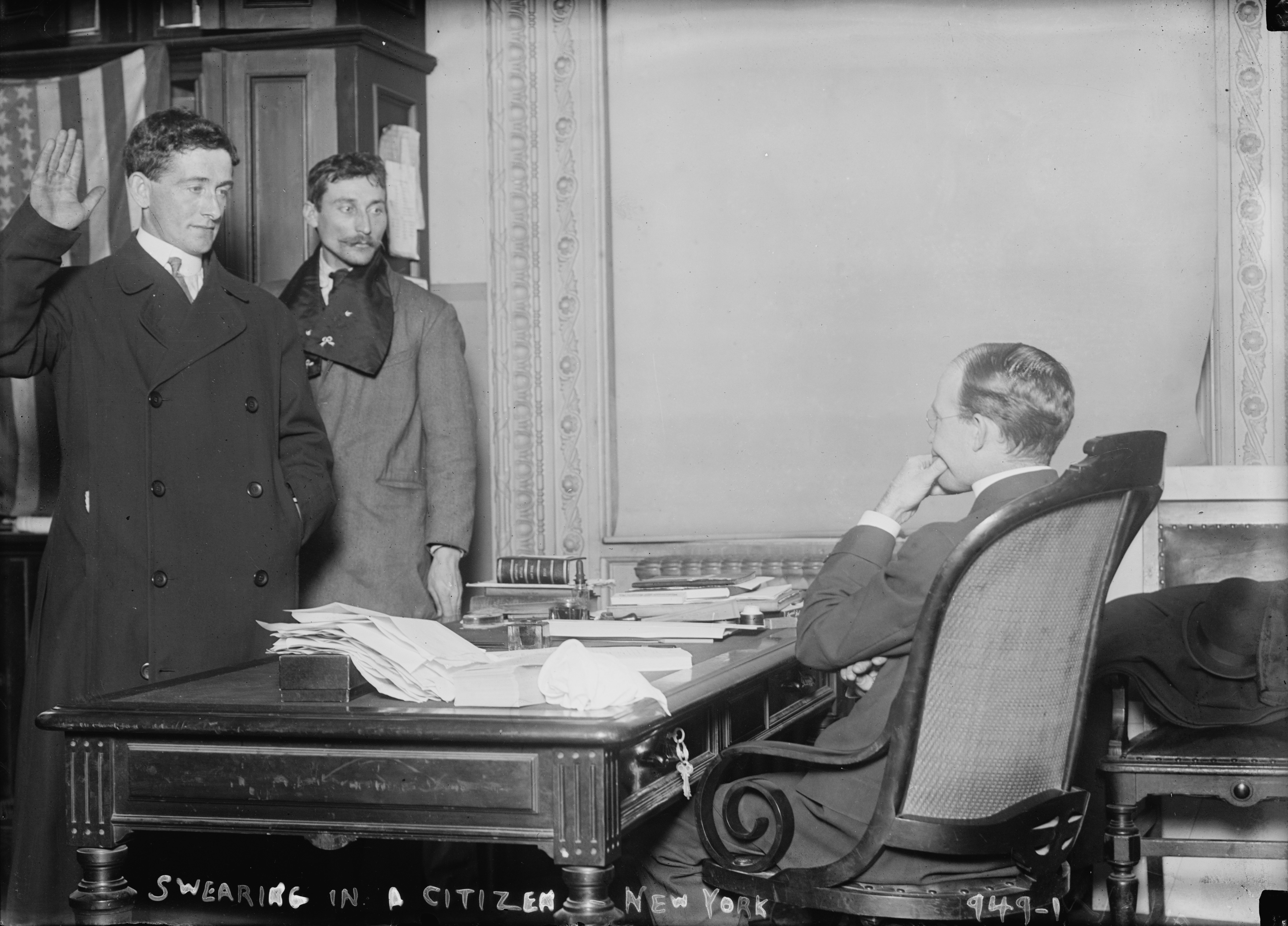
Juge en son cabinet recevant le serment d'un nouveau naturalisé, à New York, en 1910.

La naturalisation est l’acquisition d’une nationalité par un individu qui ne la possède pas par sa naissance.
La naturalisation est en principe un acte souverain de l’État qui l’accorde. Les critères que le candidat à la naturalisation doit remplir sont définis dans le droit national, parfois dans un traité bilatéral ou multilatéral. Il doit généralement justifier d’une durée minimale de séjour sur le territoire de l’État dont il demande la nationalité, y être enregistré comme résident permanent, et démontrer sa connaissance de la langue et de la culture locale. Certains États, qui n’admettent pas la double nationalité, exigent que le requérant renonce aux autres nationalités qu’il possède au moment de sa naturalisation. Des aménagements existent parfois pour les naturalisations par mariage. Ce tableau permet de comparer les conditions générales de durée de résidence requises pays par pays.
La naturalisation constitue un aspect crucial du droit de la nationalité et joue un rôle significatif dans les politiques d'immigration et d'intégration.

## Naturalisation individuelle ou collective

### Naturalisation individuelle
La naturalisation individuelle est le cas le plus fréquent.

### Naturalisations collectives
Les naturalisations collectives sont rares et liées à un contexte politique particulier. 
En 1870, dans l'Algérie française, le décret dit « Crémieux » – d'après Adolphe Crémieux – « naturalise » collectivement 35 000 juifs d'Algérie. En fait, ils étaient déjà français par l'annexion du territoire et sont devenus alors nationaux. 
En 1891, le Brésil accorde la nationalité brésilienne à tous les étrangers vivant sur son territoire. En 1922, la Grèce naturalise collectivement les réfugiés d’origine grecque revenant de Turquie. Plus récemment[Quand ?], des Argentins d’origine espagnole ou portugaise ont pu réintégrer la nationalité de leurs ancêtres.

## Droits nationaux

### En Chine
Les étrangers ou les personnes apatrides peuvent être naturalisées comme citoyens de la RPC, sous l'une des conditions suivantes[réf. nécessaire] : 
- être le parent proche d'un citoyen chinois,
- résider en Chine,
- avoir d'autres raisons acceptables.

### Au Royaume-Uni
La nationalité britannique peut s'obtenir par naturalisation, laquelle est décidée de façon totalement discrétionnaire par le secrétaire du Home Office. En règle générale, celui-ci suit certains critères, bien que, légalement, rien ne l'y oblige, et qu'il peut accorder ou refuser la naturalisation selon son bon plaisir. Les critères varient selon que le requérant est marié ou non à un citoyen britannique. Ces critères incluent :
- le droit illimité de séjour (indefinite leave to remain (en)) ou équivalent (droit au séjour, right of abode (en), accordé aux citoyens irlandais, aux citoyens de l'Union européenne ou aux citoyens d'un État membre de l'espace économique européen). Ce droit doit être détenu depuis plus d'un an si le requérant n'est pas marié.
- le fait de résider légalement sur le territoire britannique depuis trois ans (cinq ans si le requérant n'est pas marié);
- d'être de « bon caractère » (good character): un contrôle est effectué par la police ou autres organismes de contrôle;
- de connaître suffisamment les us et coutumes des britanniques, ce qui peut être démontré en passant un test Life in the United Kingdom ou en suivant des cours d'anglais et « de citoyenneté »;
- connaître l'anglais, l'écossais ou le gallois (ce qui peut être démontré en passant un test Life in the United Kingdom).

### En Suisse
La naturalisation en Suisse est essentiellement régie par la loi fédérale du 29 septembre 1952 sur l’acquisition et la perte de la nationalité suisse. La naturalisation est octroyée par le canton et la commune de domicile du candidat, qui disposent d'une très large marge d'appréciation et de la possibilité d'ajouter des conditions supplémentaires dans la loi cantonale, l'Office fédéral des migrations se contentant de vérifier l'absence de contre-indication au niveau de la loi fédérale.
En procédure ordinaire, la nationalité suisse peut être octroyée à un étranger qui a séjourné douze ans sur le territoire suisse, dont trois au cours des cinq années précédant la requête. Les années passées entre l'âge de 10 et 20 ans comptent double. Une procédure accélérée est accessible à certaines catégories de personnes, en particulier les conjoints de citoyens suisses. Le nombre d'années de séjour est alors réduit à cinq ans. Dans tous les cas, il est nécessaire que l'étranger ait été au bénéfice d'une autorisation de séjour pour que la durée de ce dernier soit comptabilisée.

## Statistiques des naturalisations dans l’Union européenne
En 2016, 994 800 personnes ont acquis l’une des vingt-huit nationalités des États membres de l’Union européenne. Ce chiffre correspond à une augmentation par rapport à 2015 (841 000) et à 2014 (889 000). 12 % des naturalisés étaient auparavant nationaux d’un autre État membre de l’UE, les autres étaient des ressortissants de pays tiers ou des apatrides. 

### Nombre de naturalisations acquises par pays
Par ordre décroissant, les pays ayant le plus naturalisé de personnes en 2016 sont  : l’Italie 201 591, l’Espagne 150 944, le Royaume-Uni 149 372, la France 119 152, l’Allemagne 112 843, la Suède 61 294.

### Les naturalisés, suivant leur nationalité antérieure
Les nationalités d'origine des naturalisés de 2016 dans l'Union européenne  sont, par ordre décroissant : Marocains 101 300, Albanais 67 500, Indiens 41 700, Pakistanais 32 900, Turcs 32 500, Roumains 29 700, Ukrainiens 24 100, Algériens 23 400, Russes 22 400, Brésiliens 21 500, Équatoriens 21 000, Polonais 19 600, Nigérians 18 800, Somaliens 18 300, Colombiens 17 600, Boliviens 16 800, Bangladais 15 400, Irakiens 15 000.